# Ledergelber Schwindling
Der Ledergelbe Schwindling (Marasmius torquescens, syn. Marasmius lupuletorum) ist eine Pilzart aus der Familie der Schwindlingsverwandten (Marasmiaceae). Die Fruchtkörper erscheinen von September bis November in Laub- und Laubmischwäldern. Der ungenießbare Schwindling wird auch Filzstieliger oder Ocker-Schwindling genannt.

## Merkmale

### Makroskopische Merkmale
Der Hut ist 1–3 cm breit, jung halbkugelig, später ausgebreitet. Er trägt dann einen stumpfen, mehr oder weniger auffälligen Buckel. Die ledergelbe bis ockerbraune, glatte Oberfläche ist trocken fein bereift oder matt. Bei Feuchtigkeit glänzt sie. Der Hut ist bis zur Mitte gerieft, die Hutmitte ist oft dunkler gefärbt. Der Hutrand ist im Alter mehr oder weniger wellig gekerbt.
Die entfernt stehenden, dicklichen und queradrig verbundenen Lamellen sind schmal am Stiel angeheftet oder stehen fast frei. Sie sind creme- bis blass lederfarben und mehr oder weniger wie der Hut gefärbt, auch ihre Schneiden sind gleichfarben. Das Sporenpulver ist weiß.
Der dünne, zylindrische Stiel ist 3–8 cm lang und 1–2 cm breit. Sein Inneres ist hohl und seine Oberfläche feinsamtig und matt. Die Stielspitze ist blass cremefarben gefärbt, zur Basis hin ist der Stiel rotbraun und an der Basis fast schwarz gefärbt. Die Stielbasis ist mit einem auffälligen hellbräunlichen bis weißlichen Myzelfilz überzogen. Das dünne, blasse Fleisch ist zäh und schmeckt mild, aber unangenehm. Der Geruch ist unauffällig.

### Mikroskopische Merkmale
Die glatten, oval, elliptisch bis tropfenförmigen Sporen sind 6–10 µm lang und 4–6 µm breit. Sie sind hyalin und inamyloid. Zystiden sind nur an den Lamellenflächen vorhanden. Sie fallen kaum auf und entspringen etwas tiefer als die Basidien. An der Huthaut und am Stiel sind braunwandige, borstenförmige Spinulae vorhanden.

## Artabgrenzung
Der Ledergelbe Schwindling kann leicht mit dem Feld-Schwindling (Marasmius oreades) verwechselt werden. Mikroskopisch ist er durch seine sehr auffallenden Spinulae in der Huthaut unverkennbar. Bei dem sehr ähnlichen, ungerieften Hornstiel-Schwindling (Marasmius cohaerens) kommen derartige braunwandige Borsten zusätzlich auch noch an den Lamellenflächen vor.

## Ökologie
Die Fruchtkörper des Schwindlings erscheinen von September bis November einzeln oder in kleineren, manchmal büscheligen Gruppen in feuchten, basenreichen Buchen- und Buchenmischwälder. Der Pilz wächst in der Laubstreu und auf Ästchen von Laubhölzern, selten auch an Nadelhölzern.

## Verbreitung

Europäische Länder mit Fundnachweisen des Ledergelben Schwindlings.
Legende:
grün = Länder mit Fundmeldungen
cremeweiß = Länder ohne Nachweise
hellgrau = keine Daten
dunkelgrau = außereuropäische Länder.

Der Schwindling scheint eine rein europäische Art zu sein, die aber nirgends sonderlich häufig vorkommt und in vielen Gebieten auch fehlt. Der Pilz ist in Frankreich, den Beneluxstaaten und in ganz Mitteleuropa verbreitet. In Großbritannien ist er nur in England noch ziemlich häufig, nach Norden hin wird er sehr selten. Aus Schottland gibt es nur wenige Fundmeldungen. Auf der Irischen Insel scheint die Art ganz zu fehlen. Im Norden findet man den Ledergelben Schwindling nur in Südskandinavien, dort reicht das Verbreitungsgebiet maximal bis zum 61. Breitengrad. In Finnland scheint er fast völlig zu fehlen. Wenige Fundmeldungen gibt es aus der Region Varsinais-Suomi und von der Insel Åland. In Süd- und Südosteuropa scheint der Pilz weit verbreitet zu sein. In Bulgarien kommt er sowohl in der Donautiefebene, der Schwarzmeerküste als auch in den verschiedenen Gebirgen vor.

## Bedeutung
Aufgrund der kleinen, zähfleischigen Fruchtkörper wird der Schwindling nicht als Speisepilz verwendet.